# Apostelkirche (Kaiserslautern)

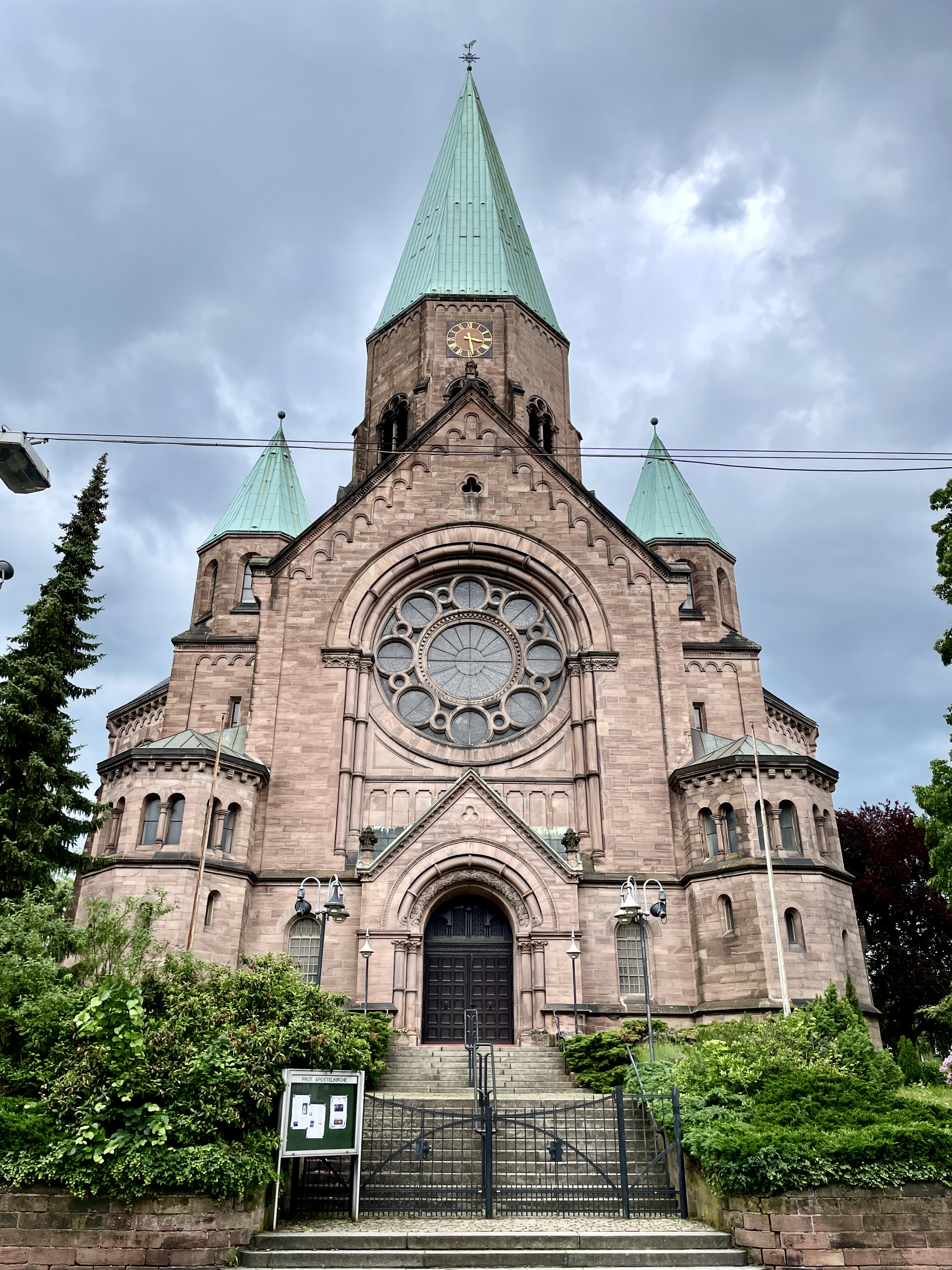
Apostelkirche Kaiserslautern

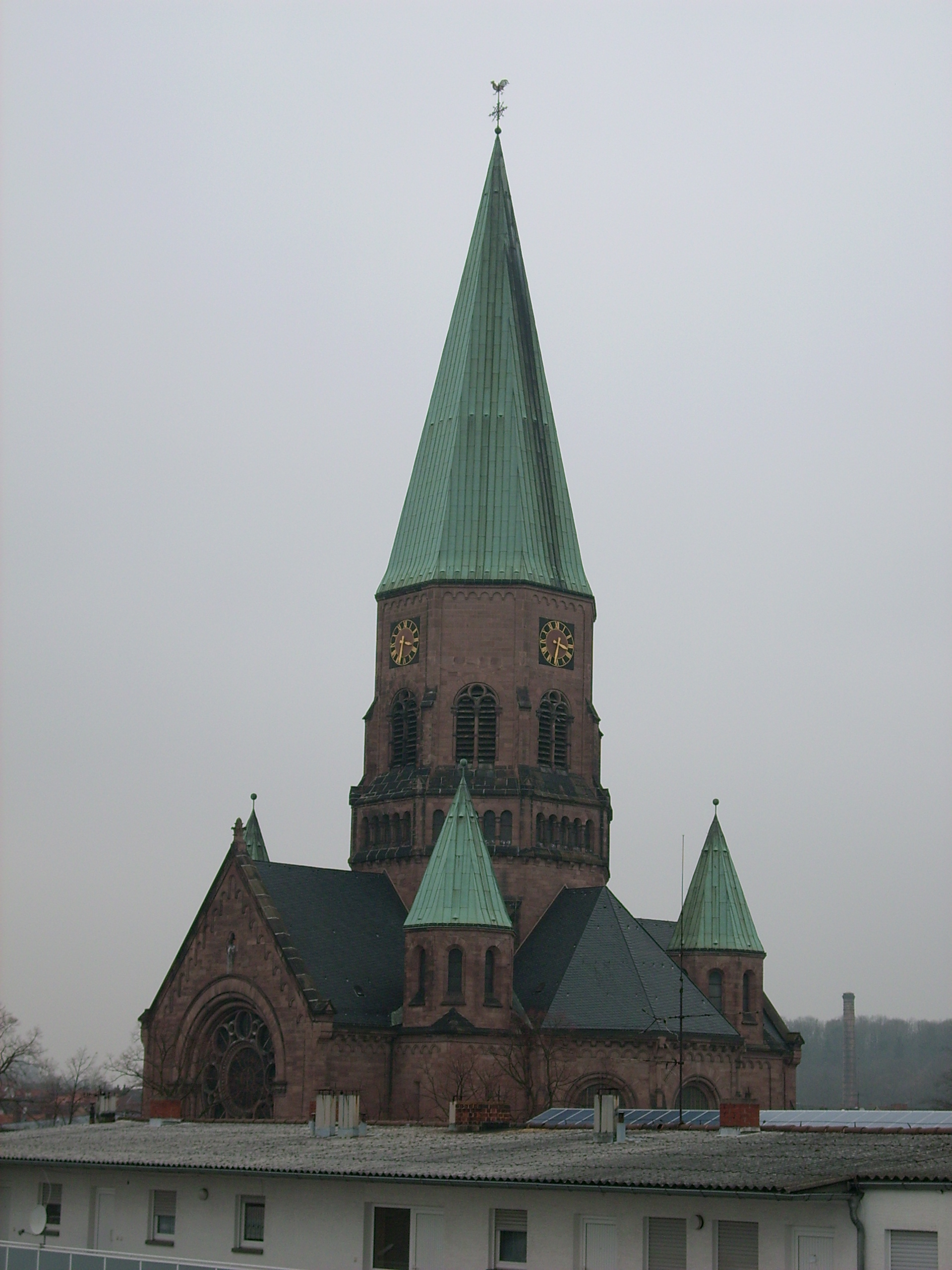

Die Apostelkirche in Kaiserslautern ist eine evangelische Kirche und befindet sich auf einem ansteigenden Grundstück zwischen Pfründner-, Spital-, Kennel- und Pariser Straße. Die Kirchengemeinde gehört zum Kirchenbezirk (Dekanat) Kaiserslautern der Evangelischen Kirche der Pfalz.

## Geschichte
Die Kirche wurde ab 1897 nach den Plänen von Ludwig Ritter von Stempel in neoromanischem Stil erbaut und 1901 eingeweiht. Nach einer schweren Beschädigung durch einen Bombenangriff im Jahr 1944 wurde sie 1952–1956 in vereinfachten Formen wieder aufgebaut. Dabei erfolgte eine komplette Umgestaltung des Innenraumes.
Zu Beginn der 1960er Jahre wurden auch die beiden Türme wiederhergestellt. Nach einem Brandschaden 1991 wurde im Zuge der folgenden Renovierung eine Kapelle im westlichen Seitenflügel eingerichtet.

## Äußere Darstellung
Die Kirche zeigt sich als Zentralbau über einem Grundriss in Form eines griechischen Kreuzes. Über der Vierung erhebt sich ein gedrungener, achteckiger Turm, die Kreuzflügel sind mit kleineren Türmen geschmückt. Die Giebelfront zur Pariser Straße ist durch ein großes Portal mit Treppe und eine riesige Fensterrose charakterisiert.

## Innenraum bis 1944
Der Innenraum war bis zur Beschädigung 1944 im neoromanischen Stil gestaltet. Über der Kanzel befand sich ein Mosaik aus Glas und Gold. Die Fensterrose zeigte ein Christusbild, die Seitenfenster die zwölf Apostel. Der runde Innenraum mit hohen umlaufenden Emporen wurde durch ein Kreuzrippengewölbe über den Kreuzarmen und eine Vierungskuppel nach oben abgeschlossen.

## Innenraum nach dem Wiederaufbau
Beim Wiederaufbau der Kirche wurde nach eingehenden Diskussionen eine moderne Innengestaltung verwirklicht. Der Raum unter der Kuppel wurde einheitlich geformt, die Kuppel als modernes, durch schlanke Säulen getragenes ausgeführt und tiefergelegt sowie die Höhe der Emporen verringert. Die leicht erhöhte Kanzel, Altar und Taufstein aus rötlich-braunem ungarischen Marmor wurden von dem Kaiserslauterer Bildhauer Richard Menges gestaltet, wobei der Altar in letzter Minute umgedreht wurde und nun mit der ungeschmückten Rückseite zur Gemeinde zeigt, um dem reformierten Bilderverbot Genüge zu tun. Die Kanzelbrüstung zeigt Reliefbilder der zwölf Apostel. Die Steinmeyer-Orgel wurde 1957 auf der Empore hinter der Kanzel eingebaut. Seit 1994 ist im Kirchenraum ein abstrakter Bilderzyklus der Kaiserslauterer Künstlerin Erika Klos zum Vater unser zu sehen. Von der alten Ausstattung sind nur das Geläute mitsamt dem Eisenglockenstuhl erhalten.

## Glocken
Das Geläute bildet heute das einzige seiner Art in einer evangelischen Kirche in Südwestdeutschland, das aus der Jahrhundertwende stammt und der Einschmelzung entgangen ist. Die Glocken wurden im Jahr 1900 von der Glockengießerei Johann Georg Pfeifer in Kaiserslautern gegossen. Sie hängen bis heute an einem originalen Eisenglockenstuhl an geraden Jochen. Die Abnahme des Geläutes blieb im Ersten Weltkrieg erspart, doch im Zweiten Weltkrieg mussten die beiden großen Glocken zu Materialzwecken im Jahr 1942 abgeliefert werden. Die kleinste Glocke blieb während des Krieges im Turm erhalten. In der Brandnacht von 1944 stürzte sie in den Gottesdienstraum, blieb allerdings unversehrt. Nach dem Ende des Zweiten Weltkrieges beschloss man, auf dem Hamburger Glockenfriedhof nach den beiden großen zu suchen. 1947 wurden die beiden beschlagnahmten Glocken wiedergefunden und zurück nach Kaiserslautern transportiert. Seit Weihnachten 1951 rufen alle 3 Glocken im Turm der Apostelkirche wieder zu Gottesdiensten. Die größte Glocke mit dem Schlagton gis° ist die derzeit größte noch erhaltene Glocke der Glockengießerei Pfeifer und die zweitschwerste der Stadt Kaiserslautern. Die Glocken 2 und 3 schlagen die Viertelstunden und die große Glocke die vollen Stunden. Gemäß der Läuteordnung läuten alle Glocken 10 Minuten vor dem Gottesdienstbeginn sowie samstags um 17:50 Uhr zum Einläuten des Sonntags. Die kleinste Glocke läutet zur Taufe. Zum Vater unser erklingt die mittlere Glocke und läutet jeweils 30 Minuten vor dem Gottesdienst. Die große Glocke ist für das Läuten von Beerdigungen zuständig.
| Nr. | Name               | Nominal | Gussjahr | Gießer, Gussort                                  | Gewicht (kg) | Durchmesser (cm) | Inschrift                       |
| 1   | Totenglocke        | gis0    | 1900     | Joh. Gg. Pfeifer Glockengießerei, Kaiserslautern | 3705         | 197              | Ehre sei Gott in der Höhe       |
| 2   | Vater-Unser-Glocke | h0      | 1900     | Joh. Gg. Pfeifer Glockengießerei, Kaiserslautern | 2305         | 165              | Ein feste Burg ist unser Gott   |
| 3   | Taufglocke         | dis1    | 1900     | Joh. Gg. Pfeifer Glockengießerei, Kaiserslautern | 1113         | 131              | Kommt, denn es ist alles bereit |